# Further Sky
Further Sky — мини-альбом британской рок-группы Basement. Он был выпущен 28 июля 2014 года лейблом Run for Cover Records. Группа взяла перерыв в июле 2012 года, перед выпуском своего второго альбома Colourmeinkindness в октябре 2012 года. Они возобновили репетиции около Рождества 2013 года, сочинив песню «Jet». Пока гитарист Алекс Хенри находился в США, остальные участники группы написали еще одну песню, «Summer's Colour». В конце января 2014 года они объявили о завершении своего творческого перерыва. Вместе с кавером на песню Suede «Animal Nitrate» группа записала вышеупомянутые оригинальные песни в начале 2014 года. Запись была сделана в тайне в Livingston Studio 1 в Лондоне с продюсером Дэном Гуди.
28 июля 2014 года мини-альбом Further Sky был выпущен на лейбле Run for Cover Records и был доступен для прослушивания за три дня до этого. Классифицированный как альтернативный рок-EP, он был положительно принят, и несколько музыкальных критиков похвалили изменение звучания и вокал Эндрю Фишера. После этого группа гастролировала по Австралии, Японии, Америке и Великобритании, в том числе выступая на разогреве у Brand New.

## История
Перед выпуском своего второго альбома Colourmeinkindness (2012) Basement объявили о перерыве в деятельности из-за личных обстоятельств. В 2014 году гитарист Алекс Хенери рассказал, что причиной этого было желание вокалиста Эндрю Фишера стать сертифицированным учителем, для чего ему нужно было вернуться в школу на полтора года. Барабанщик Джеймс Фишер, младший брат Фишера, заканчивал художественную школу, а остальные участники группы занимались своими карьерами. Хенери, тем временем, работал видеооператором в Бостоне, штат Массачусетс, для лейбла Run for Cover Records.
В конце января 2014 года группа объявила, что вернётся из творческого отпуска и будет давать концерты в течение лета. Участники группы думали, что перерыв будет длительным, пока они сосредоточатся на своей профессиональной деятельности, но были «рады, что это не так».

## Композиция
Basement репетировали вместе, когда Хенри был дома на Рождество в 2013 году. Изначально репетиции были «просто […] для удовольствия». Хотя у группы были идеи, по словам Хенри, сочинение материала было случайным. Результатом этой репетиции стал черновой набросок песни «Jet». Довольные песней, участники группы записали её черновой набросок на iPhone. Пока Хенри проживал в США, остальные участники группы сочинили песню «Summer’s Colour» в Великобритании. Другая песня на EP — кавер на песню Suede 1993 года «Animal Nitrate». Звучание EP описывается как альтернативный рок и рок с влиянием шугейза и брит-попа. Хенри считал этот материал «немного более мелодичным» в сочетании с «более сильной поп-чувствительностью», но недалёким от Colourmeinkindness.

## Отзывы
| Оценки критиков | Оценки критиков |
| Источник        | Оценка          |
| --------------- | --------------- |
| AbsolutePunk    | 9.9/10          |
| PopMatters      | [ 6 ]           |
| Punknews.org    | [ 10 ]          |
| Sputnikmusic    | 3.5/5           |

Альбом получил в целом положительные отзывы от современных музыкальных критиков.
Сотрудник AbsolutePunk Эй Джей ЛаГамбина счел релиз «легко усваиваемым» и похвалил его «целостность». Он считал, что песни были хорошо скомпонованы, несмотря на короткий срок записи. ЛаГамбина охарактеризовал продюсирование как «хорошо сбалансированное» и похвалил вокал Фишера, отметив, что он «прошел очень долгий путь» с момента выхода первого альбома группы, I Wish I Could Stay Here (2011). Единственной критикой, высказанной рецензентом в адрес EP, была перкуссия, которая звучала «немного тяжеловато». Брайан Краус, сотрудник Alternative Press, написал, что для этого EP группа осталась верна альтернативному рок-звучанию, которое они использовали в Colourmekindness. Он описал вокал Фишера как «растянутый по всему полотну» и не слишком отличающийся от вокала участников Swervedriver. Краус счел «Animal Nitrate» «самой размашистой песней» из всего альбома.
Закари Хоул из PopMatters счел EP «ярким, энергичным и действительно гимническим», в котором «нет ни одного плохого трека». Рецензент Punknews.org RENALDO69 отметил, что «тяжелые тона» предыдущих работ группы «практически отсутствуют» на EP, но он по-прежнему содержит «то же созерцательное настроение и интроспективные нотки», которые сделали группу такой любимой. Он охарактеризовал релиз как «оптимистичный», отказавшись от «сложных мелодий прошлого» в пользу материала, который «более минималистичен, но эффективен». После двух прослушиваний он решил, что альбом напоминает Citizen и Sainthood Reps. Сотрудник Sputnikmusic Дэн Х. назвал изменение звучания в сторону альтернативного рока «подходящим для группы», отметив, что Фишер «принял удивительно доступный тон» с «более мягким, более выраженным (вокальным) исполнением».

## Список композиций
Вся музыка написана Basement, за исключением особо оговорённых случаев.
1. «Summer’s Colour» — 3:35
2. «Jet» — 3:26
3. «Animal Nitrate» (Brett Anderson, Bernard Butler) — 4:00